# Дебати про завоювання Кореї

Гравюра Утаґави Йосітори «Дебати про завоювання Кореї» (1877). В центрі зображено бородатого маршала Сайґо Такаморі. Праворуч від нього з ліва на право сидять Кідо Такайоші та Івакура Томомі.

Дебати про завоювання Кореї (яп. 征韓論, せいかんろん, сейкан-рон) — політичні дебати між представниками японського уряду часів реставрації Мейджі про доцільність силового впливу на Корею з метою встановлення японсько-корейських дипломатичних відносин. Кульмінацією дебатів став 1873 рік. Закінчилися поразкою прибічників застосування силового впливу і збільшенням соціально-політичної напруги в японському суспільстві 1870-х років.

## Короткі відомості
Після провалу японських вторгнень у Корею наприкінці 16 століття сьоґунат Токуґава нормалізував відносини із сусідом. Однак з 18 століття в середовищі японських конфуціанців та науковців течії кокуґаку сформувалося зневажливе ставлення до Кореї, як держави-данника Японської імперії. Це ставлення вплинуло на свідомість японських державних і культурних діячів. Коли в середині 19 століття, під тиском США та країн Європи, Японська імперія була змушена укласти нерівноправні договори, частина її керівництва почала виступати за завоювання Кореї аби повернути своїй державі втрачений міжнародний престиж. Пропонувалося поставити корейців, які дотримувалися режиму ізоляції, у таку саму кабальну залежність, в яку американці і європейці поставили японців. Законність претензій на завоювання Кореї японські політики аргументували суперечливими згадками стродавніх японських хронік «Записів старовини» та «Анналів Японії» про васальну залежність корейської держави Сілла від японської Ямато.
На початку реставрації Мейджі 1868 року, дебати про завоювання Кореї перейшли з рівня абстрактних наукових обговорень у політичну площину. Протягом зими-весни 1869 року новий Імператорський уряд намагався встановити офіційні відкриті відносини із Корею за допомогою Цусіма-хану, але отримав відмову — корейці дотримувалися китаєцентричної ієрархічної системи міжнародних відносин і не бажали міняти її на паритетну західну. Група провідних японських політиків на чолі з Івакурою Томомі та Кідо Такайоші розцінила позицію корейської сторони як «хамство» і зайнялася підготовкою планів щодо завоювання сусідньої держави. Підкорення Кореї давало японцям політичні, економічні та психологічні вигоди, а також скеровувало суспільне невдоволення всередині Японської імперії, породжене громадянською війною і урядовими реформами, назовні.
Державними справами керував Лі Хаин, батько корейського правитель Коджона. Він був запеклим противником укладання договорів із «іноземними варварами», до яких зараховував не лише західні країни, а й Японську імперію. 1873 року, у відповідь на постійні відмови корейської сторони, японський маршал Сайґо Такаморі підняв в уряді питання про відправлення нового посольства до Кореї у супроводі численного армійського контингенту. Користуючись відсутністю Івакури Томомі, Кідо Такайоші й Окубо Тошімічі, які перебували з посольством в країнах Європи та США, він пропонував себе на посаду посла і обіцяв, що силою змусить корейців встановити дипломатичні відносини. Проте восени того ж року Івакура й Кідо повернулися до Японської імперії і, всупереч очікуванням маршала, виступили проти його пропозицій. Побувавши у передових країнах світу, вони переконалися, що головним поточним завданням для Японської імперії мусить бути модернізація і розвиток промисловості, а не зовнішня інтервенція. Протестуючи проти групи Івакури, яку підтримав голова уряду Сандзьо Санетомі, прибічники завоювання Кореї, очолювані Сайґо Такаморі та Ітаґакі Тайсуке, покинули уряд і перейшли в опозицію. Згодом вони взяли участь у антиурядових повстаннях та дисидентському русі за волю і народні права.
Після занепаду дебатів про напад на Корею та усунення з влади впливової групи Сайґо-Ітаґакі, японський уряд під проводом Окубо Тошімічі самостійно почав реалізовувати пропозиції, які відстоював опальний маршал. 1875 року японські війська спровокували збройний конфлікт на острові Канхва і змусили корейську сторону підписати нерівноправний договір «про дружбу». Цей договір відкривав шлях японським політикам до майбутньої колонізації Корейського півострова.